# Bluffmaster
Bluffmaster è un film di Bollywood diretto da Rohan Sippy nel 2005 con Abhishek Bachchan e Priyanka Chopra.
Il titolo significa in inglese "maestro della truffa", con particolare riferimento allo scam.

## Trama
Nel set di un film, un produttore, di nome Bajaj, vede un cellulare abbandonato per terra che squilla. Decide di rispondere; chi ha effettuato la chiamata dice che non può pagare dieci milioni e al massimo ne potrà pagare cinque in contanti e che non c'è bisogno neanche che si incontrino dato che i soldi li potrà trovare alle undici di sera su un cassonetto. Bajaj decide di andare sul posto e prende il denaro, ma arriva la polizia e lo arresta. Il problema è che la polizia non è quella vera, bensì una squadra di malviventi capitanati da Roy Kapoor, abile truffatore.
Simmi dice a Tina che i soldi non sono tutto e l'amore è qualcosa e che si fida ciecamente di Roy ed è disposta a spendere diciottomila rupie per far sviluppare delle vecchie foto di quando era bambino. Quando gliele porta, Roy le dice, per metterla alla prova, che sono del suo compagno di stanza e vedendo la sua reazione capisce che ha speso molti soldi per farle e che ci tiene a lui: decide allora di dirle la verità e cioè che le foto sono veramente le sue. La porta dal fratello che era un broker, ormai ritiratosi a vita privata. L'amore tra i due cresce costantemente e Roy un giorno le dice che anche se sono solo sei mesi che stanno insieme, non ha fatto altro che pensare a lei e le chiede di sposarlo, dandole l'anello. Ma la felicità dura poco perché Bajaj arriva con la polizia, racconta tutto quello che ha dovuto subire e Simmi capisce che Roy truffa la gente. Così gli ridà l'anello.
Sei mesi dopo, Roy continua a sognare di tornare insieme a Simmi. Intanto conosce un altro truffatore, Adita Srivastav, detto “Dittu”, il quale, insieme con complice di nome Jassi, voleva fregargli la valigetta, dopo aver fatto incastrare l'ascensore che avevano preso insieme. Dopo questo incontro, Roy va al ristorante dove lavora Simmi e le propone insistentemente di uscire; lei, esasperata, alla fine, dice che si vedranno alle otto, ma che dopo ognuno prenderà la sua strada. Recatosi al bagno incontra il Dottor Bhalerao, che è lì per un convegno sull'ipocondria. Jassi e Dittu, vedendo il dottore piuttosto imbranato, lo prendono di mira e gli fanno credere che è stato colpito da una bomba e sfruttano l'occasione per fregargli la valigetta con i soldi. Roy ha visto tutto e spiega la verità a Bhalerao e gli dice dove può trovare i due truffatori. La sera dell'appuntamento è arrivata e Roy confida a Simmi che non può vivere senza di lei; Simmi, al contrario, dice a Roy che non può vivere con lui e decide di andarsene.
Dopo questa notizia, Roy sviene per strada e si risveglia nella camera di Dittu che gli dice che era ubriaco e che hanno arrestato il suo complice Jassi. Dittu allora, da sempre ammiratore di Roy, gli chiede se può diventare suo socio. Iniziano così gli insegnamenti che Roy dà al giovane. Lezione numero uno: non si usano armi, ma il cervello. Lezione numero due: tutti possono essere fregati. Vanno dai coniugi Malhotra e riescono con un raggiro a rubare la carta di credito del marito. Così decidono di andare a spendere i soldi “guadagnati” da poco in un prestigioso negozio, dove Roy rivede Simmi che si è fidanzata con un certo Amit. Per cercare di riconquistarla, le dice che non ci può essere nessuno che l'ama più di lui, ma proprio in quel momento una commessa lo chiama Signor Malhotra: Simmi capisce tutto e se ne va.
Poco tempo dopo, il dottore diagnostica a Roy un tumore e gli dice che gli sono rimasti tre mesi di vita. Per cercare conforto, lo va a dire a Simmi, che però non gli crede. Quando vede questa reazione, Roy decide di lasciarle il biglietto da visita del suo dottore, in modo che se cambia idea può andare da lui per farsi confermare l'esistenza del tumore. Dato che gli è rimasto poco da vivere, decide di fare un ultimo colpo, questa volta per aiutare Dittu, che vuole incastrare Chandru, colpevole, a suo dire, di aver rovinato la vita del padre, ricoverato in un manicomio. Roy gli insegna la terza e ultima lezione: comprendi il tuo nemico. Simmi, intanto, è andata dal dottore, ha scoperto la verità e si scusa sinceramente con Roy. Di lì a poco tempo gli comunica anche che ha rotto il fidanzamento perché ama soltanto lui.
Il dottore si rifà vivo e ammette che forse c'è qualche speranza di guarigione, ma deve andare ad Atlanta: nonostante il costo esorbitante, Roy non ha problemi perché ha messo da parte molti soldi nel corso degli anni. Ma quando Chandru prende in ostaggio Simmi, Roy decide di utilizzare quei soldi per salvarla. Così, Chandru lo spinge giù dal tetto del palazzo in cui si erano dati appuntamento per lo scambio, ma sotto c'è un grande materasso che lo salva. La gente intorno gli chiede che film stanno girando. Roy è stupito da questa situazione e pian piano si accorge che in effetti era al centro di una finzione e che la sua vita era diventata il set di un film. Il vero truffatore è Dittu, che ha organizzato tutto ciò per vendicare l'imbroglio subito, per mano di Roy, da suo padre Bajaj. Anche Simmi ha preso in giro Roy, il quale capisce finalmente che le truffe non hanno mai senso e che è meglio iniziare una nuova vita con la bella fidanzata.

## Uscite internazionali
- Uscita in  India: 16 dicembre 2005
- Uscita nel  Regno Unito: 16 dicembre 2005
- Uscita negli  USA: 16 dicembre 2005

## Collegamenti con altre pellicole
Il film è stracolmo di citazioni e di riferimenti, in particolare al cinema di Bollywood degli ultimi anni:
- Mentre Roy e Dittu provano a fare un colpo al cinema, si vedono le immagini del film Shaan.
- La targa del taxi su cui sale Roy per inseguire il ladro della sua macchina finisce con i numeri 9211, chiaro riferimento al film Taxi Number 9211.
- In un dialogo tra Dittu e Roy, si fanno riferimenti scherzosi al film Devdas e a vari attori di Bollywood, tra cui la precisazione che Preity Zinta non è del Bengala.
- Quando Dittu si salva mostrando il cartello stradale utilizzato come giubbotto antiproiettile dice che l'idea gli è venuta dalla visione del film Deewaar, classico del cinema indiano.
- Il film è parzialmente ispirato alla pellicola argentina Nove regine.

## Musiche
Nel film, oltre a svariate canzoni di breve durata, ci sono quattro scene cantate (come è tipico dei film di Bollywood), più la canzone dei titoli di coda, di seguito riportate nell'ordine in cui appaiono:
- Sabsa Bada Rupaiyya
- Say Na Say Na
- Bure Bure
- Right Here Right Now
- Come to Me

La prima viene cantata durante i titoli iniziali e si riferisce all'importanza del denaro. Say Na Say Na è una canzone di gruppo che vede come personaggi principali Roy e Simmi e viene cantata subito dopo che lui le dà l'anello. Bure Bure è un'altra canzone di gruppo, cantata nel locale poco prima che Roy svenga. Right Here Right Now è cantata da Abhishek Bachchan ed è l'unica in cui i due protagonisti sono soli. Infine durante i titoli di coda, si assiste alla canzone Come to Me.